# Embolophora britmusei
Embolophora britmusei är en insektsart som beskrevs av Asche 1983. Embolophora britmusei ingår i släktet Embolophora och familjen sporrstritar. Inga underarter finns listade i Catalogue of Life.